# 利西语
利西语（也称为 Lishpa 或 Khispi）是西藏藏南西卡蒙区的一种舍朱奔语支语言。它与楚格语密切相关。
利西人（1981年人口1,567人）居住在距离楚格村 Chug 几英里的地让村 Dirang 和贡帕茨 Gompatse。贡帕茨语（Gompatse）不是真正的利西语，而是一种与利西语密切相关的方言。
基斯皮村 Khispi 也说利西语。 尽管说的语言与舍朱奔语（Sherdukpen）密切相关，但人们认为自己是门巴族，而不是梅伊人（Mey）。
根据Lieberherr&Bodt（2017）的说法，在3个主要村庄有1,500人使用利西语。